# Fibromialgia
A fibromialgia (FM) egy hosszú távú állapot, amelyet széles körben elterjedt krónikus fájdalom jellemez. A jelenlegi diagnózishoz a küszöbérték feletti súlyossági pontszám szükséges hat további tünet közül: fáradtság, gondolkodási vagy emlékezési nehézségek, fáradt (felfrissületlen) ébredés, alhasi fájdalom vagy görcsök, depresszió vagy fejfájás. Egyéb tünetek is jelentkezhetnek. A fibromialgia okai ismeretlenek, számos patofiziológiát javasolnak.
A fibromialgia becslések szerint a lakosság 2-4%-át érinti. A nőket nagyobb arányban érinti, mint a férfiakat. Az arányok hasonlónak tűnnek a világ különböző területein és a különböző kultúrákban. A fibromialgiát először az 1950-es években ismerték fel, és 1990-ben definiálták, frissített kritériumokkal 2011-ben, 2016-ban, és 2019-ben.
A fibromialgia kezelése tüneti és multidiszciplináris. Aerob és erősítő testmozgás ajánlott. A duloxetin, a milnacipran és a pregabalin rövid távú fájdalomcsillapítást nyújthat egyes fibromalgiás betegeknél. A fibromialgia tünetei a legtöbb betegnél hosszú távon is fennállnak.
A fibromialgia jelentős gazdasági és társadalmi terhekkel jár, és jelentős funkcionális károsodást okozhat a betegségben szenvedőknél. A fibromialgiában szenvedők jelentős megbélyegzésnek és tüneteik jogosságát illetően kétségeknek lehetnek kitéve, beleértve az egészségügyi rendszert is.

## Jelek és tünetek
A fibromialgiának nincsenek orvosi jelei.
A fibromialgia jellegzetes tünete a krónikus, széles körben elterjedt fájdalom.
A jelenlegi elterjedt diagnosztikai módszer hat további tünet közül a küszöbérték feletti súlyossági pontszámot is megköveteli; fáradtság, gondolkodási vagy emlékezési nehézségek, fáradt (kipihenetlen) ébredés, alhasi fájdalom vagy görcsök, depresszió és fejfájás.
Egyéb tünetek lehetnek az alvászavarok, a tapintási nyomásra adott fokozott fájdalom (allodynia), a kognitív problémák, a mozgásszervi merevség, a környezeti érzékenység, a hipervigilencia, a szexuális diszfunkció, és a vizuális tünetek.
A fibromialgia főbb tünetei gyakran egyidejűleg, változó súlyosságban jelentkeznek, összefonódnak és befolyásolják egymást.

## Kockázati tényezők
A fibromialgia oka ismeretlen. Számos genetikai és környezeti kockázati tényezőt azonosítottak.

## Kezelése
Az FM tüneteinek kezelése az életminőség javítása érdekében gyakran integrált farmakológiai és nem farmakológiai megközelítéseket alkalmaz. Nincs egyetlen olyan beavatkozás, amely minden betegnél hatékonynak bizonyult volna.[ A személyre szabott, multidiszciplináris kezelési megközelítés a legelőnyösebb, amely farmakológiai megfontolásokat is magában foglal, és a hatékony betegoktatással kezdődik. Az önsegítés is szerepet játszhat.
Számos egyesület tett közzé irányelveket a fibromialgia diagnosztizálására és kezelésére, köztük a német szövetségi Egészségügyi Minisztérium 2022-ben, az olasz irányelvek 2021-ben, az Európai Reuma Elleni Liga 2017-ben, és a Kanadai Fájdalom Társaság 2012-ben.